# Claus Schiprowski
Claus Schiprowski (Gelsenkirchen, 27 dicembre 1942) è un ex astista tedesco, medaglia d'argento ai Giochi di Città del Messico nel 1968.

## Biografia
Nella storia del salto con l'asta, Schiprowski può essere considerato una "meteora": non riuscì a superare i 5 metri fino al 1968, anno in cui si migliorò fino a 5,18 m e giunse terzo ai campionati nazionali della Germania Ovest, sia indoor che outdoor. Queste prestazioni gli consentirono di partecipare alle Olimpiadi di Città del Messico. Nella finale olimpica riuscì ripetutamente a migliorare il proprio record personale fino a 5,40 m, un solo centimetro sotto il record mondiale stabilito poche settimane prima dallo statunitense Bob Seagren. Quella misura fu ottenuta da Schiprowski e dallo stesso Seagren al secondo tentativo, ma lo statunitense si aggiudicò l'oro in virtù del minor numero di errori complessivi nel corso della gara. A Schiprowski andò quindi l'argento, mentre il bronzo fu del tedesco orientale Wolfgang Nordwig, capace anch'egli di superare i 5,40 ma solo al terzo tentativo.
In seguito Schiprowski non riuscì a confermarsi a quei livelli: nel 1969 non andò oltre i 5,00 m e presto sparì dalla scena internazionale.

## Palmarès
| Anno | Manifestazione | Sede              | Evento           | Risultato | Prestazione | Note            |
| ---- | -------------- | ----------------- | ---------------- | --------- | ----------- | --------------- |
| 1968 | Olimpiadi      | Città del Messico | Salto con l'asta | Argento   | 5,40        | Record olimpico |